# Fontaine du Palmier

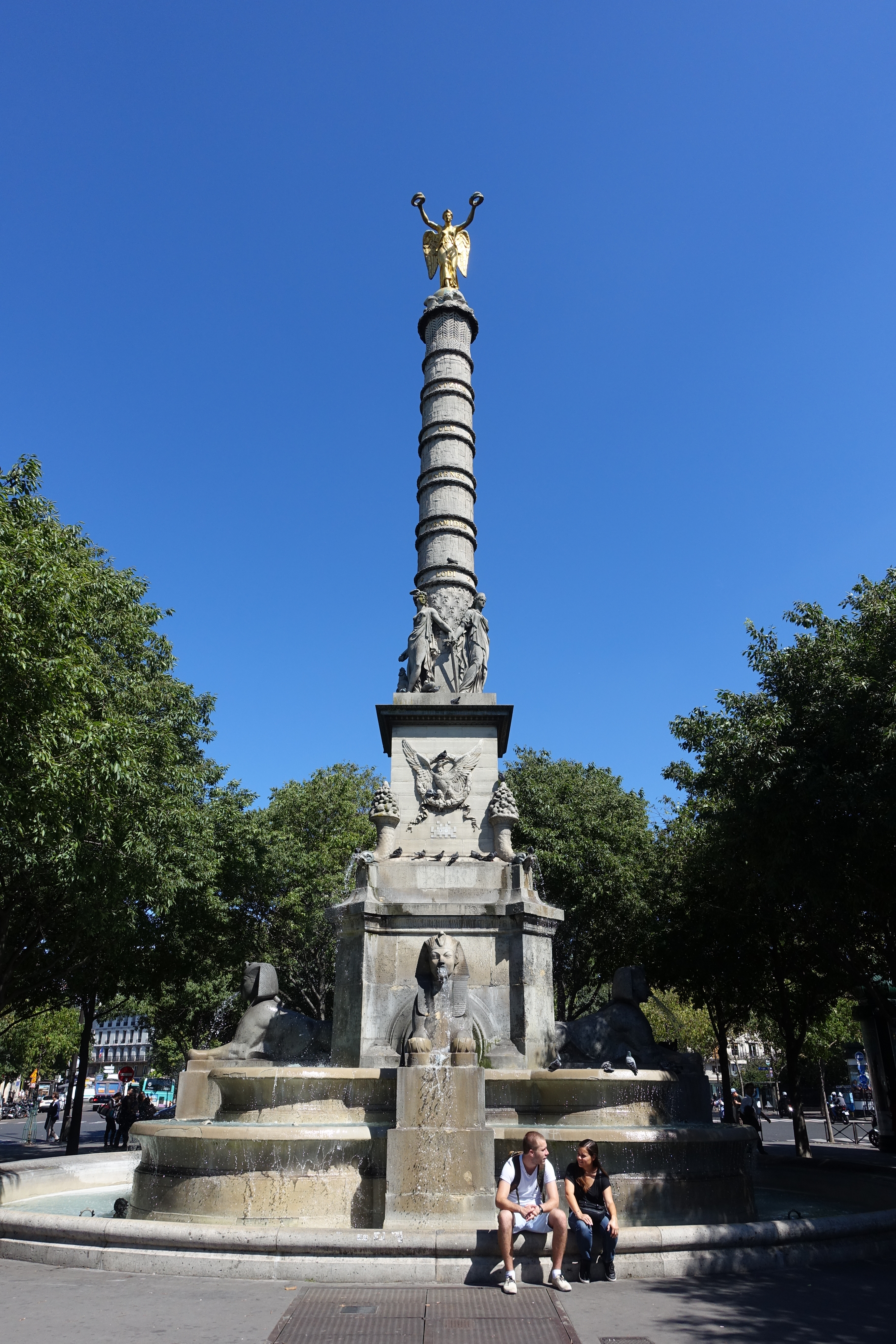
Gesamtansicht

Die Fontaine du Palmier (deutsch Palmenbrunnen) ist ein Denkmal auf der Pariser Place du Châtelet im 1. Arrondissement. Das Denkmal wurde 1808 vollendet und gilt seit 1925 als Monument historique.

## Geschichte
Der Brunnen zählt zu den sogenannten Fontaines du décret de Saint-Cloud. Mit dem Dekret vom 2. Mai 1806 veranlasste Napoleon Bonaparte den Bau von 15 Straßenbrunnen in Paris, um die Trinkwasserversorgung der Pariser Bevölkerung zu verbessern. Von den 15 Brunnen sind zehn abgerissen worden, zumeist im Rahmen der Haussmann'schen Umgestaltungsmaßnahmen. Von den fünf übrigen befinden sich nur noch zwei an ihrem ursprünglichen Standort.
Außerdem beauftragte Napoleon seinen Innenminister Emmanuel Crétet mit der Errichtung eines Siegesdenkmals für die gewonnenen Schlachten der Koalitionskriege. Crétet beauftragte den Ingenieur François-Jean Bralle, der auch weitere in Rahmen des Dekrets entstandene Brunnen entwarf, wie die Fontaine du Fellah und die Fontaine de Léda u. a.
Unter Haussmann wurde der Platz umgestaltet und der Brunnen 1858 12 Meter nach Westen versetzt. Er steht seitdem in der Mitte des nun symmetrischen Platzes, zwischen dem Théâtre du Châtelet und dem Théâtre de la Ville und der Achse der Pont au Change.

## Gestaltung
Der Name des Brunnens erschließt sich aus der Gestaltung der 18 m hohen Säule. Statt klassisch kanneliert und mit Akanthusblättern versehen, ist der Schaft als Palmenstamm gestaltet und das Kapitell ist mit Palmenblättern verziert. Möglicherweise ist es eine Anspielung auf Napoleons Ägyptische Expedition. Auf fünf Bändern entlang dem Schaft sind die Namen der siegreichen Schlachten zu lesen, wie jene bei Austerlitz, Jena, Rivoli und bei den Pyramiden u. a.
An der Spitze der Säule, über einigen Mischwesen, steht auf einer Halbkugel eine goldene Victoria mit freiem Oberkörper und ausgestreckten Armen. In jeder Hand hält sie zwei Siegeskränze. Sie ist eine Kopie von 1898. Das Original von Louis-Simon Boizot ist seit 1950 im Musée Carnavalet ausgestellt.
Der untere Teil ist wiederum mit Eichenlaub und Eicheln verziert. Um die Basis herum stehen vier allegorische Figuren, die sich die Hände reichen. Sie stellen Stärke, Wachsamkeit, Weisheit und Gerechtigkeit dar. Zwischen den Figuren finden sich weitere Attribute, wie eine Gesetzestafel oder der Gallische Hahn. Auf dem Sockel sind zwei Napoleonische Adler in einem Lorbeerkranz abgebildet. An den vier Ecken befinden sich Füllhörner, die in wasserspeiende Delfinköpfe übergehen.
Mit der Versetzung von 1858 erhielt der Brunnen eine weitere „Etage“, sodass das Wasser nun kaskadenartig in ein neues, rundes Becken fließt. Dieses wurde von Gabriel Davioud gestaltet. Außerdem wurden vier wasserspeiende Sphingen von Henri-Alfred Jacquemart hinzugefügt.

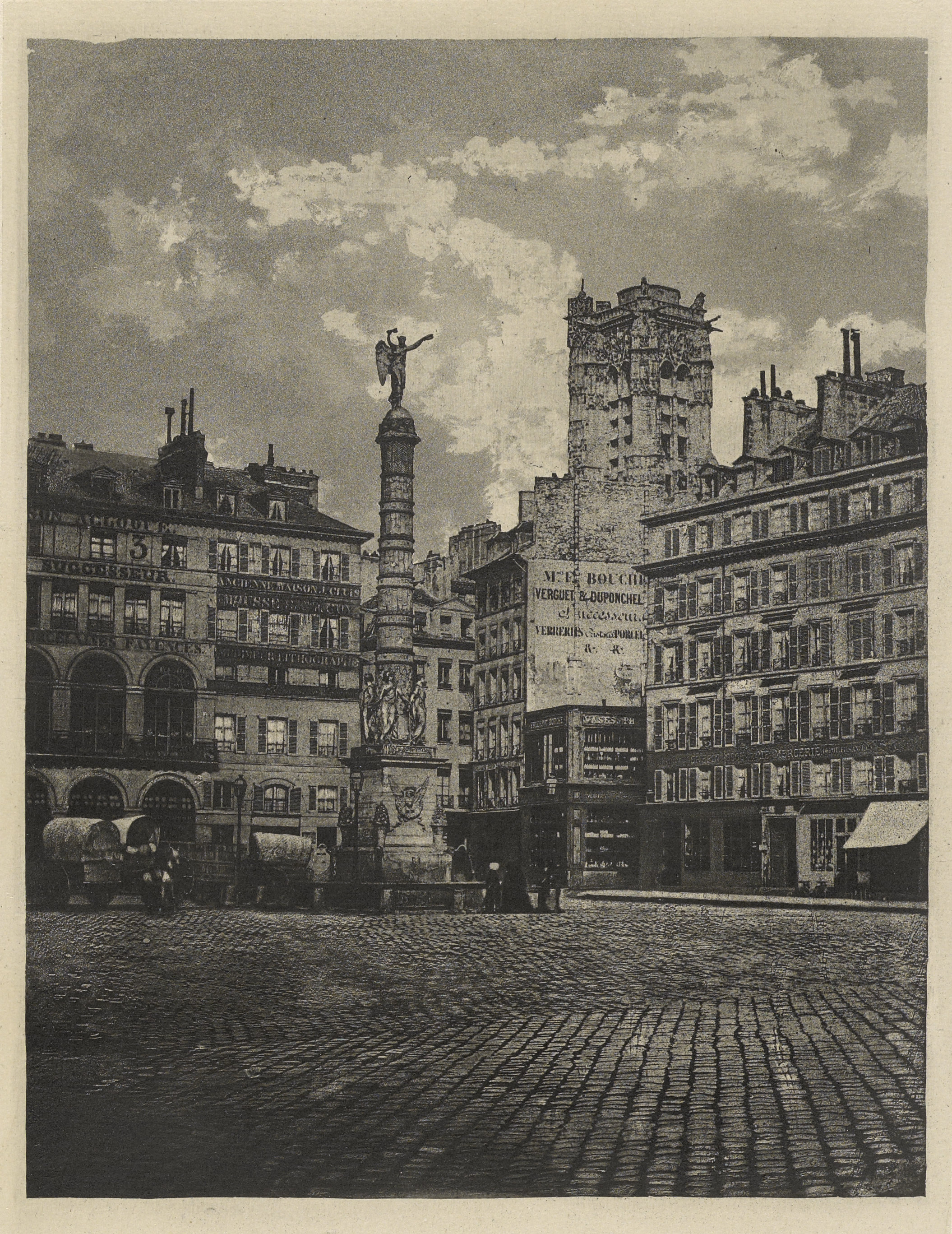
Die Place du Châtelet vor der Umgestaltung 1852 (Foto Charles Nègre)
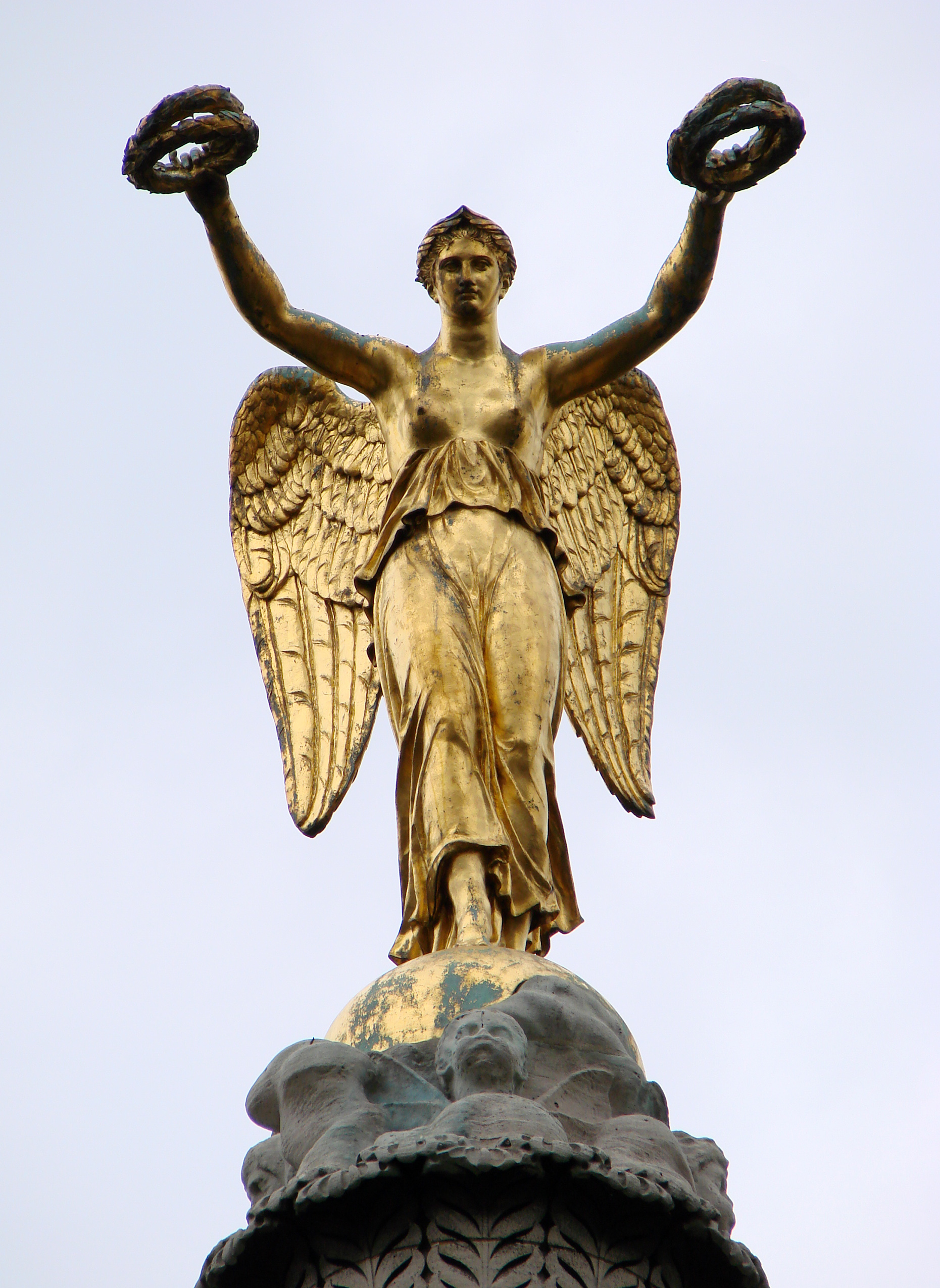
Victoria
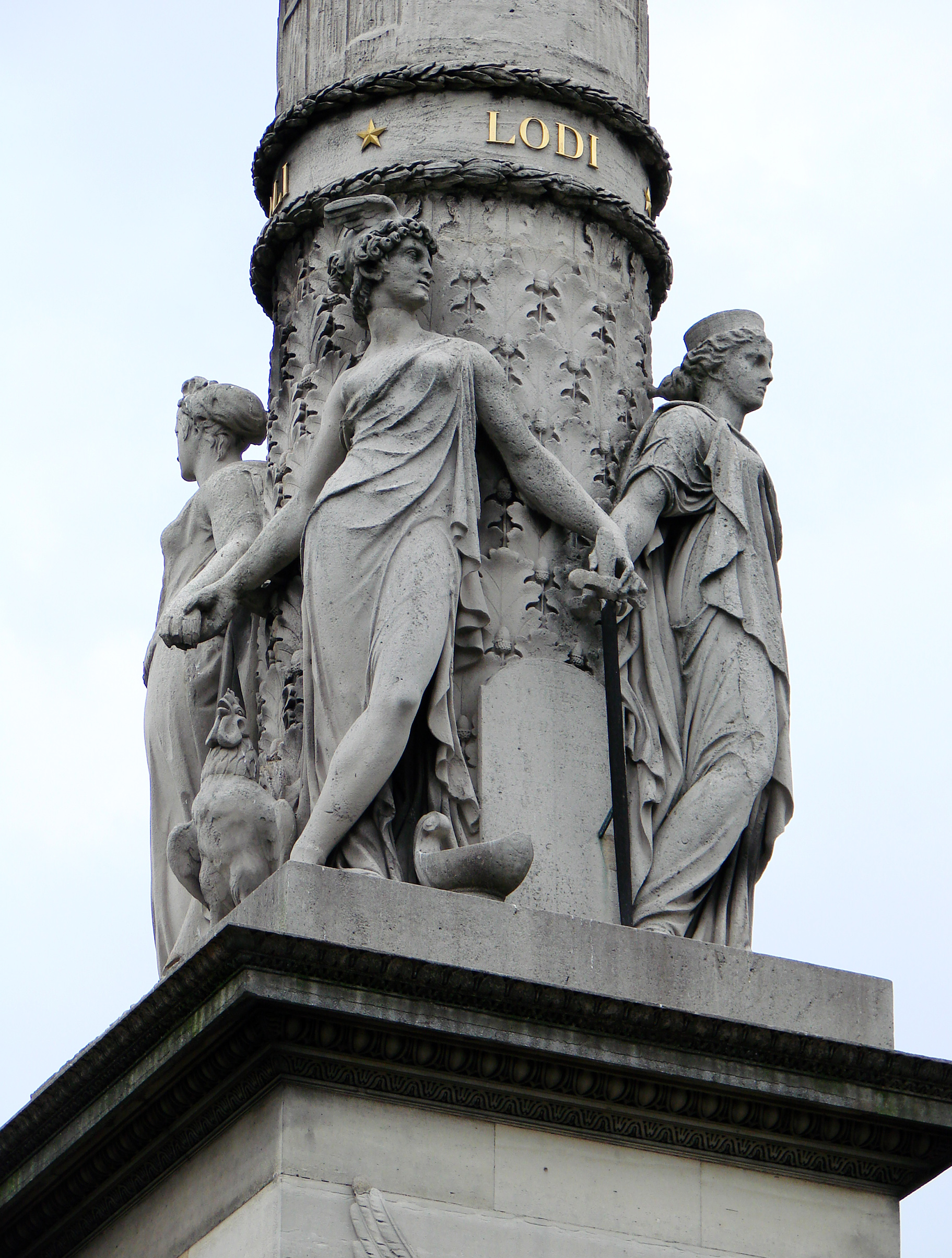
Allegorische Figuren
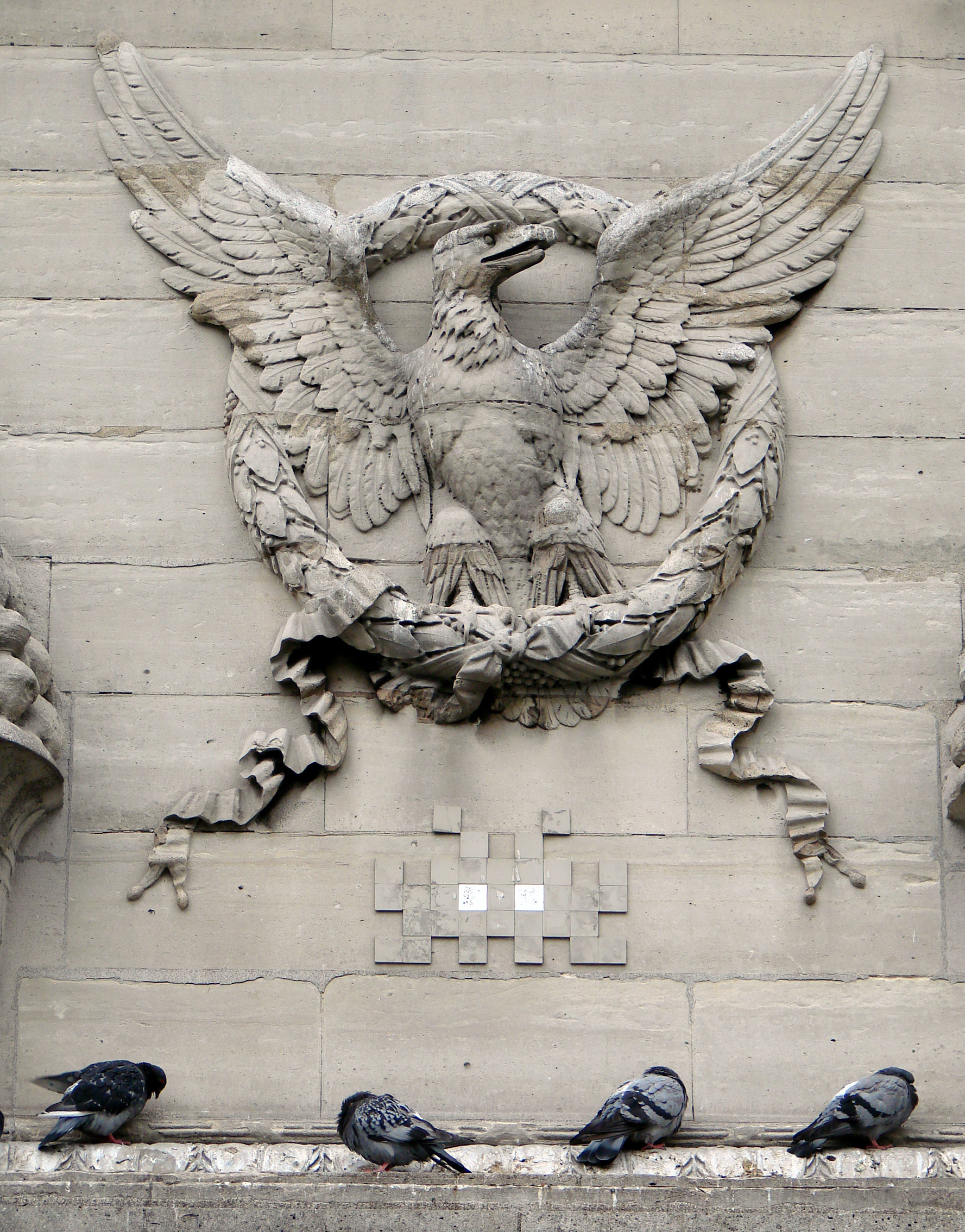
Napoleonischer Adler
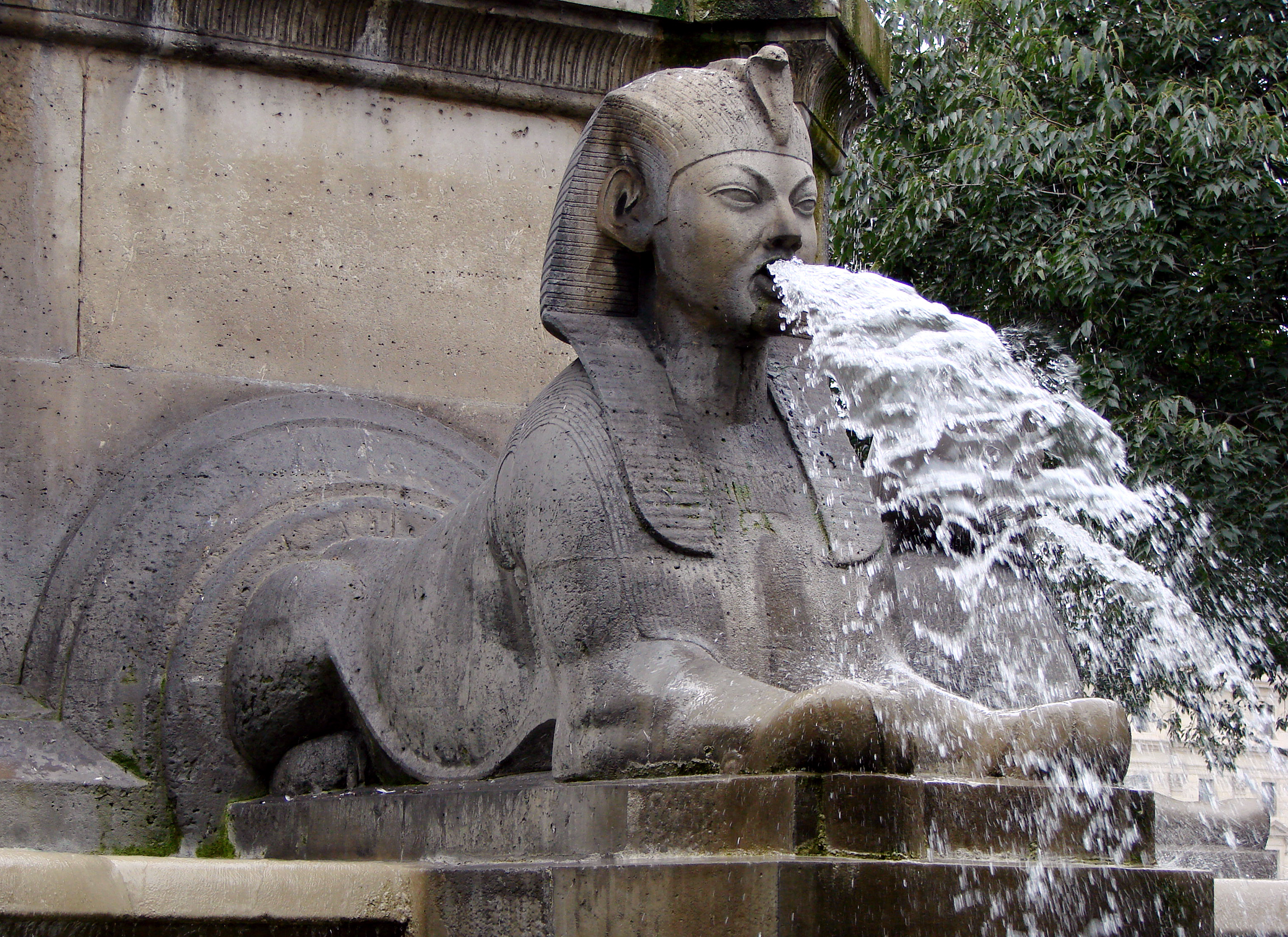
Sphinx